# Liste des sites historiques du Nouveau-Brunswick
La province canadienne du Nouveau-Brunswick compte 1 739 lieux patrimoniaux. De ce nombre 114 ont été désignés au niveau fédéral et 1 625 au niveau provincial et municipal,

## Lieux historiques nationaux

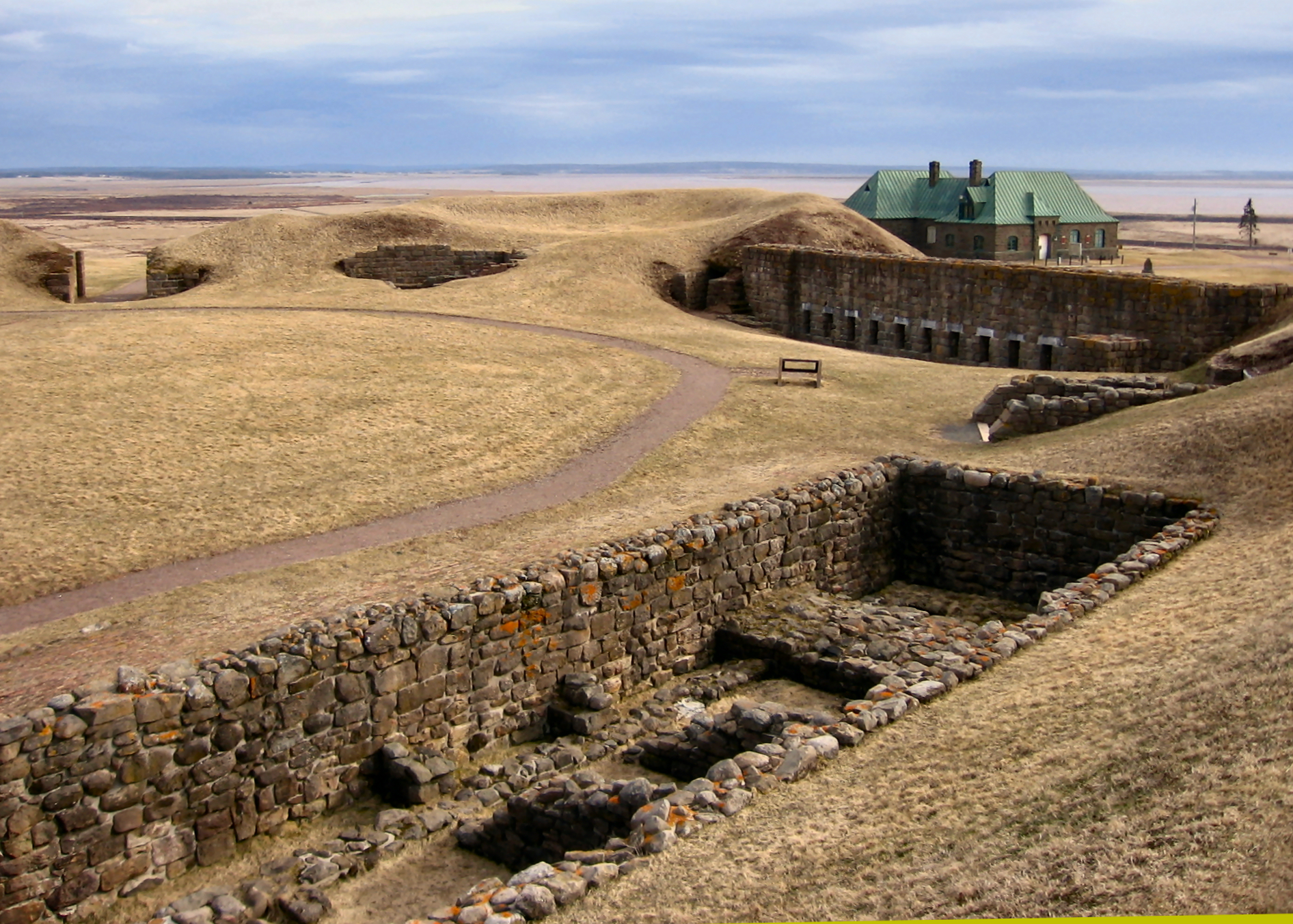
Le Fort Beauséjour – Fort Cumberland, le plus visité des lieux historiques nationaux de la province

Le Nouveau-Brunswick possède 60 lieux historiques nationaux du Canada, dont huit sont administrés par Parcs Canada et huit autres dont elle assure une partie de la gestion. Parcs Canada enregistre la fréquentation pour quatre sites qui ont reçu 47 555 visiteurs pour l'année 2010-2011. Le plus visité est le Fort Beauséjour – Fort Cumberland qui a reçu 15 304 visiteurs au cours de l'année 2010-2011.

### Gares patrimoniales
- Gare d'Aroostook
- Gare d'Edmundston (Canadien Pacifique)
- Gare d'Edmundston (Canadien National)
- Gare de Fredericton
- Gare de Grand-Sault
- Gare de McAdam
- Gare de Sackville
- Gare de Sussex

## Sites historiques provinciaux
- Académie Sainte-Famille, Tracadie-Sheila
- Ancien bureau de poste de Chatham, Miramichi
- Ancien magasin et taverne de Haut-Woodstock, Wakefield
- Bell Inn, Dorchester
- Bureau d’enregistrement des actes du comté de Victoria, Perth-Andover
- Bureau de poste et des douanes, Bathurst
- Cathédrale de l'Immaculée-Conception, Edmundston
- Chapelle Galloise, Douglas
- Chapelle Sainte-Anne, Memramcook
- Cimetière 42nd Highland Memorial, Douglas
- Complexe de l'Assemblée législative, Fredericton
- Concession des immigrants danois, Denmark
- Couvent de l'Immaculée-Conception, Bouctouche
- Église et salle paroissiale Mineral Free Baptist, Kent
- Église All Saints, Bright
- Église Christ Church, Saint-Stephen
- Église Holy Trinity, Saint-Marys
- Église Milltown, Saint-Stephen
- Église Saint-Henri-de-Barachois, Beaubassin-Est
- Église de Saint-Isidore, Saint-Isidore
- Église Saint-James, Perth-Andover
- Église St. James et St. John, Miramichi
- Église Saint John the Baptist, Edmundston
- Église Saint-Lawrence, Bouctouche
- Église Saint Mary the Virgin, New Maryland
- Église Saint-Paul, Edmundston
- Église Saint Paul's, Miramichi
- Église Saint Peter's and Saint Paul's, Oak Point-Bartibog Bridge
- Église Saint-Pierre-aux-Liens, Caraquet
- Église Sainte-Anne-de-Kent, Sainte-Anne-de-Kent
- Église Sainte-Rose-de-Lima, Sainte-Rose
- Église Wilmot
- Ferme MacDonald, Lower Newcastle-Russelville
- Ferme Mount Hope, Grand Bay-Westfield
- Fort Tipperary, Saint-Andrews
- Fortin du P'tit Sault, Edmundston
- Gare d'Aroostook, Aroostook
- Gare d'Edmundston (Canadien Pacifique), Edmundston
- Gare de Kedgwick, Kedgwick
- Gare de McAdam, McAdam
- Habitation de Pierre Dugua de Mons, Sainte-Croix
- Hôpital de la Marine, Miramichi
- Hôtel de ville de Dalhousie, Dalhousie
- Hôtel-Dieu Saint-Joseph, Edmundston
- Île Middle
- Immeuble Wood, Moncton
- Kings Landing, Prince William
- Lieu de naufrage Girouard, baie de Miramichi
- Lieu du naufrage du HMS Plumper, baie de Fundy, au large de Musquash et Lepreau
- Maison Beaverbrook, Miramichi
- Maison Burpee-Bridges, Sheffield
- Maison Doak, Doaktown
- Maison Dunn McQuoid, Saint-Andrews
- Maison Gladstone Smith, Saint-Andrews
- Maison John T. Williston, Miramichi
- Maison John Warren Moore, Saint-Stephen
- Maison Keilor, Moncton
- Maison Mary Evelyn Grannan, Fredericton
- Maison Pascal-Poirier, Shédiac
- Maison Peters, Miramichi
- Maison sir Samuel Leonard Tilley, Gagetown
- Manufacture de carrosses Campbell, Sackville
- Monument du Désastre d'Escuminac, Escuminac
- Monument Notre-Dame-de-l'Assomption, Rogersville
- Palais de justice du comté de Charlotte, Saint-Andrews
- palais de justice du comté de Northumberland, Miramichi
- Palais de justice du comté de Queens, Gagetown
- Palais de justice du comté de Victoria, Perth-Andover
- Parc des Fondateurs, Bas-Caraquet
- Parc provincial de Glenwood, Eldon
- Poste de traite Walker, Bathurst
- Presbytère Saint Michael's, Miramichi
- Prison de Hampton, Hampton
- Prison du comté de Charlotte, Saint-Andrews
- Prison du comté de York, Fredericton
- Quartier historique de la rue Water, Miramichi
- Quartier militaire de Fredericton, Fredericton
- Salle du Women's Institute, Johnston
- Site archéologique Jemseg, Cambridge
- Site de Pointe-aux-Pères, Bathurst
- Site Diggity, Paroisse de McAdam
- Station expérimentale forestière Acadia (Maugerville)
  - Cabane des invités, bâtiment 15 (pas un site historique provincial, mais un Édifice fédéral du patrimoine classé)
  - Dortoir, bâtiment 10
  - Garage de quatre voitures, bâtiment 11
  - Résidence du directeur, bâtiment 2
  - Résidence du personnel, ancienne écurie, bâtiment 12
- Théâtre Capitol, Moncton

## Sites historiques municipaux
Il y a des centaines de sites historiques municipaux, dont voici une liste non exhaustive des principaux :
- Collège Saint-Louis, Saint-Louis-de-Kent
- Sainte-Anne-du-Bocage, Caraquet

## Liste des lieux patrimoniaux par comtés
- Albert
- Carleton
- Charlotte
- Gloucester
- Kent
- Kings
- Madawaska
- Northumberland
- Queens
- Restigouche
- Saint-Jean
  - Saint-Jean
- Sunbury
- Victoria
- Westmorland
- York
  - Fredericton